# Hannibalbakken
Hannibalbakken – nieistniejąca skocznia narciarska w Kongsbergu, w Norwegii, o punkcie konstrukcyjnym na 80. metrze.
Powstała w 1926 według projektu braci Ruud, nieopodal kopalni Hannibal. Podczas jej budowy użyto dynamitu do wysadzenia fragmentów skały na zboczu – były to jedyne koszty braci, materiały zostały im dostarczone za darmo, a obiekt wybudowali wolontariusze. Pierwszy skok, na odległość 51 m oddał Sigmund Ruud. Przed II wojną światową rekord wynosił 67,5 m i należał do Arnholdta Kongsgårda.
W latach 50. XX wieku był to jeden z najpopularniejszych obiektów treningowych, a skocznia była przebudowywana wielokrotnie przed mistrzostwami Norwegii, m.in. w 1977 i 1983. Te najwyższej rangi krajowe zawody zostały tu rozegrane w latach 1978 i 1984, a w 1986 odbyły się mistrzostwa juniorów.
Ostatni skok na Hannnibalbakken został oddany podczas zawodów Pucharu Norwegii 10 marca 1996. Podczas drugiej serii Pål Hansen oddał skok na odległość 88,5 m.
W 2004 podjęto decyzję o zamknięciu skoczni. Nie została ona jednak rozebrana ze względu na brak środków. Została ona zniszczona przez wandali. W latach 2008–2009 teren, na którym istniała skocznia został uporządkowany. W związku z wysokimi kosztami demontażu wieży sędziowskiej (ok. 300–400 tys. dolarów) postanowiono przeznaczyć ją na punkt widokowy.